# Glossogobius olivaceus
Glossogobius olivaceus es una especie de peces de la familia de los Gobiidae en el orden de los Perciformes.

## Distribución geográfica
Se encuentra en el Japón, China, Taiwán y Rusia (Sajalín ).

## Observaciones
Es inofensivo para los humanos.